# Инженерни войски
Инженерните войски са вид специални войски, предназначени за инженерна поддръжка на военните действия. Това обикновено включва проектиране и строителство на военни съоръжения, поддържане на военната транспортна инфраструктура и линиите на военна комуникация. Освен това, инженерните войски са отговорни за логистиката на военните действия.
В състава на инженерните войски влизат ръководни органи, институции, предприятия, инженерно-сапьорни, пътни, понтонни и други формирования, военни части и подразделения.
Военното инженерство е най-старата от инженерните дисциплини. Преподава се във военните академии.
В България инженерните войски водят началото си от 13 септември 1878 г., когато се обявява окончателното формиране на строева сапьорна рота, а за неин началник е назначен военният инженер щабскапитан Ефграф Саранчов. На 30 август 1974 г. е поставено началото на 55-и понтонно-мостови полк (по-късно 55-и инженерен полк).